# Etnografski muzej u Dubrovniku
Etnografski muzej Rupe je muzej u Dubrovniku smješten u ulici Od Rupa 3, na mjestu stare gradske žitnice.
Žitnica je bila zgrada iz 1590. godine. Nalazila se je na otočiću Lave koji je u najstarijem dijelu grada. Zgradu je dala sagraditi dubrovačka vlada. Namjena zgrade je bila čuvati gradske pričuve žita. Žito se je stavljalo u 15 velikih bunara-spremnika koji su bili uklesani u kamenu u prizemlju. 
Zgrada je obnovljena i napravljeni su neki zahvati u odnosu na prvotno zdanje. Prizemlje je ostavljeno u izvornom izgledu. Otvoreni su tri bunara-rupe koje se je ogradilo ogradom radi arhitektonskog naglaska. 
Stalni postav muzej čini izlošci tradicijske kulture dubrovačkog kraja. Na prvom su katu gospodarska i materijalna kultura. Na drugom su katu izlošci duhovne kulture: narodne nošnje, tekstil, folklor, čipke te izlošci koji pokazuju običaje.
Preuređenje žitnice u muzej trajalo je od prosinca 1987. do listopada 1989. godine. Vrijednost radova iznosila je 1,694.469,28 US $. Muzej se prostire na površini od 1263 m2. 